# Pictures of Starving Children Sell Records
Pictures of Starving Children Sell Records es el álbum debut de la banda de anarcho-punk Chumbawamba, lanzado en 1986 por Agit-Prop Records. Fue lanzado como una crítica al Live Aid, que fue un festival de rock benéfico.

## Lista de canciones
Todas las letras escritas por Chumbawamba.
| N.º | Título                                                                                             | Duración |  |
| 1.  | «How to Get Your Band on Television» (también enumerado en dos partes como «Prelude» y «Slag Aid») | 8:23     |  |
| 2.  | «British Colonialism and the BBC»                                                                  | 2:51     |  |
| 3.  | «Commercial Break»                                                                                 | 1:02     |  |
| 4.  | «Unilever»                                                                                         | 4:23     |  |
| 5.  | «More Whitewashing»                                                                                | 3:43     |  |
| 6.  | «An Interlude: Beginning to Take It Back»                                                          | 2:41     |  |
| 7.  | «Dutiful Servants and Political Masters»                                                           | 2:15     |  |
| 8.  | «Coca-Colanisation»                                                                                | 0:54     |  |
| 9.  | «...And in a Nutshell»                                                                             | 0:23     |  |
| 10. | «Invasion»                                                                                         | 5:07     |  |

## Personal
- Harry - batería, vocalista y solo de guitarra en «Slag Aid»
- Alice Nutter - vocalista
- Boff - guitarra, vocalista, clarinete
- Mavis Dillon - bajo, trompeta, trompa, vocalista
- Lou - vocalista, guitarra
- Danbert Nobacon - vocalista
- Dunst - Whirlypipe, giradiscos
- Simon "Commonknowledge" Lanzon - teclados, acordeón, voz
- Neil Ferguson - ingeniero

- Datos: Q7191246